# 鏡島 (徳島県)
鏡島（かがみしま）は、徳島県鳴門市瀬戸町撫佐に位置する無人島。

## 地理
島田島の東方、大毛島と高島に囲まれたウチノ海に浮かぶ孤島。最高標高は14m。鳴門スカイラインにある四方見展望台から島全体を望むことができる。
満潮の時間帯には美しい緑色の輪郭に彩られたハート形の島を見ることができる。島の管理は堂浦漁協が行っており、毎年1月の「竜宮祭」には、組合員らがのぼりを立てた漁船で神職とともに島に渡り、神事を営んでいる。